# Josef Hasenöhrl
Josef Hasenöhrl (ur. 5 maja 1915 w Wiedniu, zm. 13 marca 1945 w Luksemburgu) – austriacki wioślarz, srebrny medalista olimpijski.

## Kariera sportowa
Wystąpił na igrzyskach olimpijskich w Berlinie w 1936, gdzie zdobył srebrny medal w jedynce. W wyścigu finałowym o 3,7 sekundy wyprzedził go Gustav Schäfer z III Rzeszy. Trzecie miejsce, ze stratą 2,2 sekundy do Austriaka, zajął Dan Barrow z USA. Był to jego jedyny start olimpijski.
W tej samej konkurencji zdobył również: złoto na mistrzostwach Europy w Mediolanie (1938), srebro na mistrzostwach Europy w Amsterdamie (1937) i brąz na mistrzostwach Europy w Berlinie (1935).
Podczas II wojny światowej służył w Wehrmachcie, zginął w walkach na terenie Luksemburga.